# Символи Московського князівства

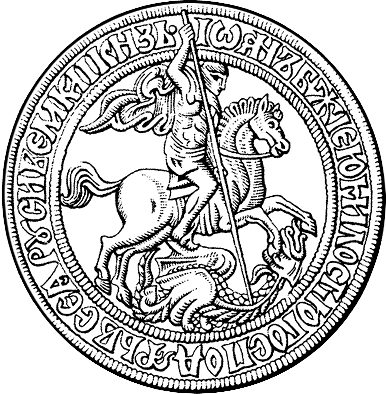
Єздєц на лицьовій стороні друку Івана III, 1472 рік.

Символи Московського князівства — зображення на печатках, монетах і прапорах Великого князівства Московського.
Самого поняття лицарського спадкового герба, широко прийнятого в Західній Європі, в Заліссі не існувало. Під час боїв прапорами служили найчастіше хоругви з вишиті або намальовані зображення Христа, Богородиці, святих або московського хреста. Зображення на військових щитах не були спадковими. Тому історія герба Московії — це перш за все історія великокнязівської печатки.

## Святі покровителі
На своїх печатках заліські князі зображували, перш за все, своїх святих покровителів (як, наприклад, на печатці Симеона Гордого зображений Святий Симеон, а на печатці Дмитра Донського - Святий Димитрій), а також напис, що вказує, кому саме належить ця печатка (зазвичай в формі «Печать (великого) князя такого-то»). За європейською традицією на печатках (так само, як і на монетах) став з'являтися «єздец» - символічне зображення правлячого монарха. Зброя вершника могла бути різною - спис, лук, меч. На монетах часів Івана II Красного вперше з'являється піший воїн, який вражає мечем змія (дракона). Зображення єздєца було притаманне печаткам не лише князів Володимирських і Московських, а й інших. Зокрема, під час правління Івана III зображення вершника, що пронизує змію, було на печатці Великого князя Тверського Михайла Борисовича. З тих пір, як Московський князь став одноосібним правителем Московії, вершник на коні, що пронизує списом дракона (символічне зображення перемоги добра над злом), став одним з головних символів Московії нарівні з двоголовим орлом.

Печатка Дмитра Донського. XIV століття
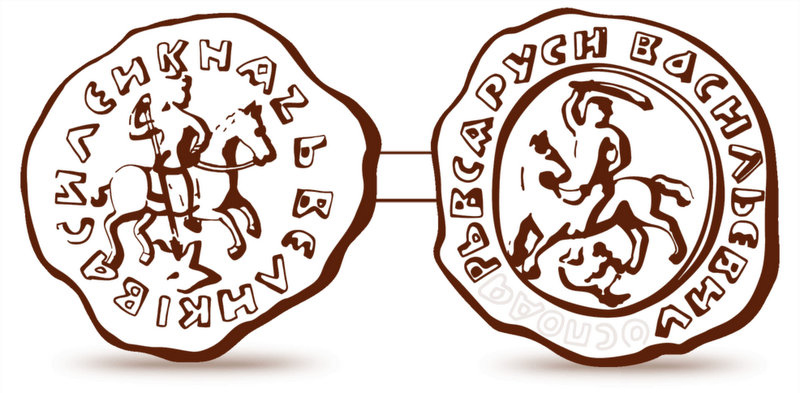
Монета Василя Темного. Середина XV в.
Лицьова сторона печатки Івана III. Середина XV в.
Символ Палеологів
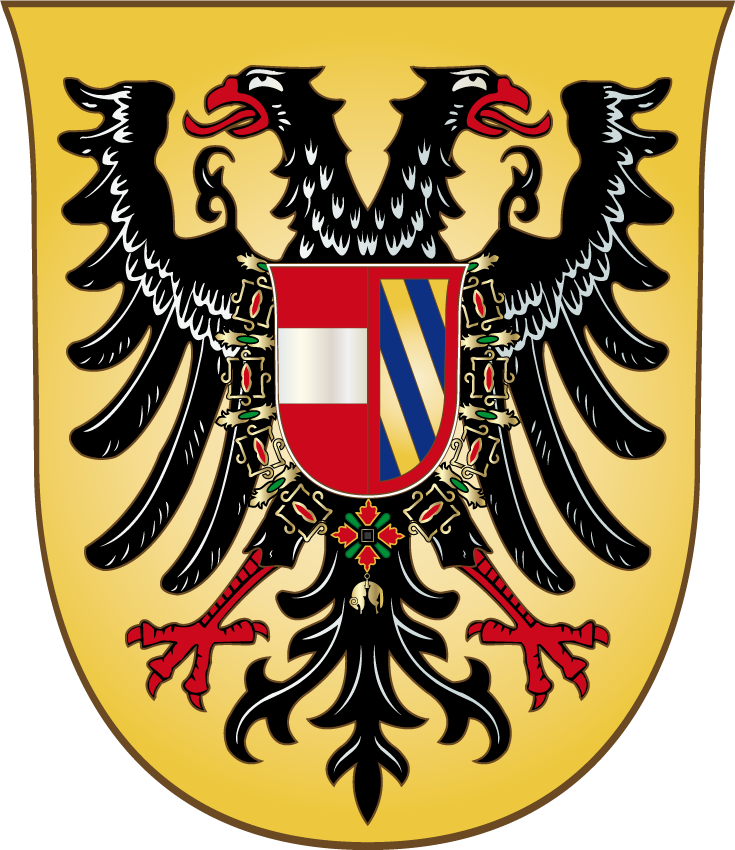
Герб Максиміліана I
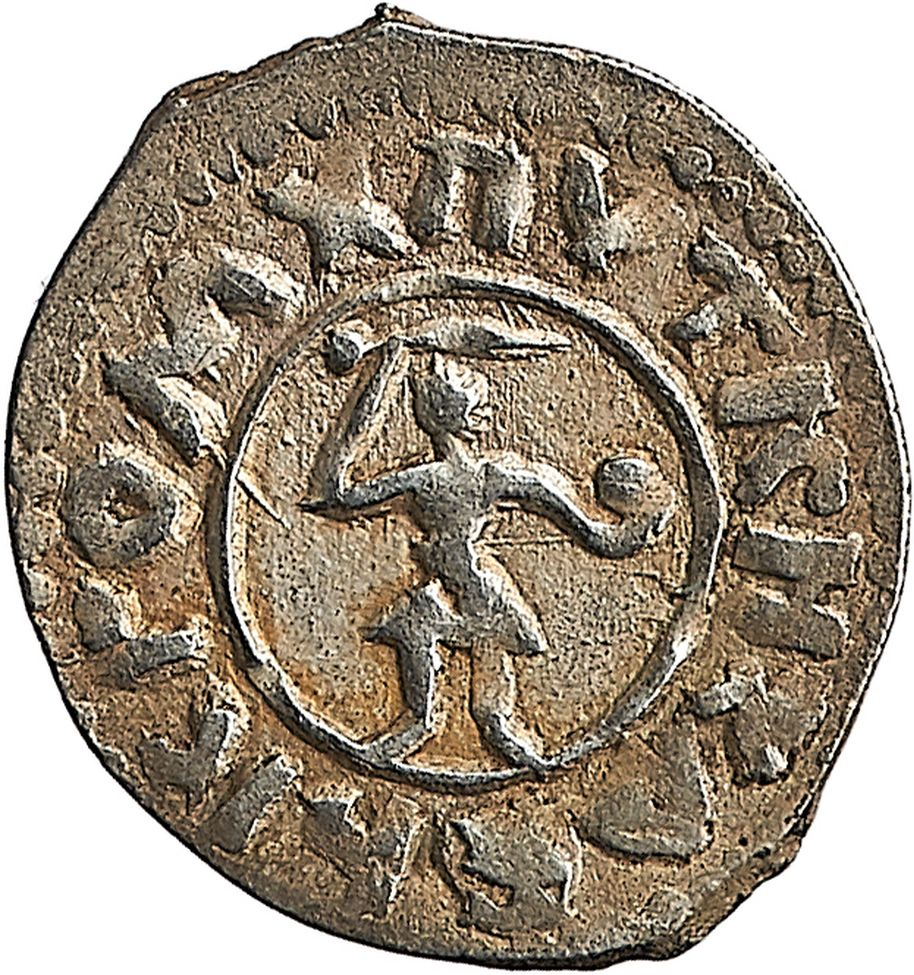
З монети князя тверського. 1470-і рр.
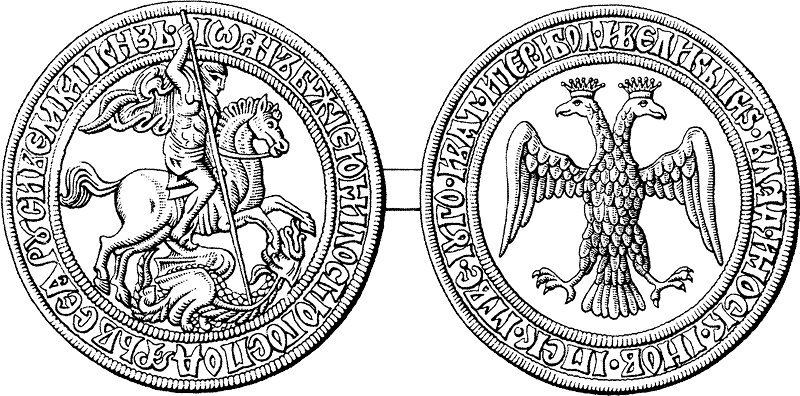
Печатка Івана III. 1497 р
Герб на печатці Івана Грозного. 1539 р

Крім Московії «єздец» був символом Великого князівства Литовського, однак вершник там зображувався з мечем і без змія (див. Погоня).

## Двоголовий орел
Вперше двоголовий орел в ролі державного символу Московії зустрічається на зворотному боці державної печатки Івана III Васильовича в 1472 році, хоча зображення двоголового орла (або птиці) зустрічалися в мистецтві Залісся і на тверських монетах і раніше.
Є кілька теорій про причини його появи.
1. Теорія американця Г. Алефа, за якою Софія Палеолог привезла Івану III зображення двоголового орла з Мореї, звідки була сама родом.
2. Теорія німця М. Хелльмана, за яким Іван III запозичив двоголового орла з печатки імператорів Священної Римської імперії.
3. Теорія А. Г. Силаєва, за яким двоголовий орел походить від монгольських ханів. Так, на монетах монгольського хана Джанібека в середині XV століття.
4. Інша теорія виводить орла від символіки Тверських князів (які могли його запозичити в тій же Орді). Орел зустрічається на монетах тверського князя Михайла Борисовича в 1470-х роках. І саме в 1470-х роках в титулі Івана III з'являється «і Великий князь ... Тверський».

Використання двоголового орла як імператорського в Священної Римської імперії (спроба оскаржити першість) і як родового в Візантії/Морєї (наявність законних прав) могло лише підштовхнути Івана III до думки прийняти його як державний символ Московії. У нього були альтернативи: Володимирський лев або Єздєц. Адже у Івана III орел був лише на зворотному боці печатки, тобто займав другорядне становище. Знаючи серйозне ставлення до символу держави Івана III, можна припустити, що це питання розглядалося з усіх боків, а не з однієї якої-небудь. І всі аргументи були «за».
За часів Івана Грозного одним із символів держави виступав єдиноріг. Протягом десятиліть він використовувався одночасно або замість Єздєца.
Після Івана Грозного державний символ остаточно закріпився як двоголовий орел зі щитом на грудях, де зображений вершник зі списом, що пронизує змія. Змінювалися лише форма орла (підняті або опущені крила), його колір (з золотого на чорний), положення вершника (іноді був повернений вліво від глядача), кількість корон (дві, одна, три) і деякі деталі.